# Велики Штрбац (видиковац)
Велики Штрбац на 768 м.н.в. најатрактивнији је видиковац у НП Ђердап, са којег се пружа поглед на Дунав у његовом најужем делу, изнад клисуре Казан. Са видиковца се још виде на североистоку Карпати, на југу и југозападу Гребен, Дели Јован и Велики Крш. 
Од више траса којима се може стићи на видиковац, најпознатија је маркирана пешачка стаза преко Плоча. Због природних реткости и вредности, подручје Великог Штрпца и Малог Штрпца у режиму су I степена заштите. 